# سیارک ۵۹۷۱
سیارک ۵۹۷۱ (به انگلیسی: 5971 Tickell، نامگذاری:1991NT2) پنج هزار و نهصد و هفتاد و یکمین سیارک کشف شده‌است که در ۱۲ ژوئیه ۱۹۹۱ کشف شد.
قدر مطلق سیارک برابر ۵۳.۶ است.